# Список астероїдів (42501—42600)
| Назва                                   | Тимчасове позначення | Дата відкриття    | Місце відкриття                    | Відкривач                           |
| --------------------------------------- | -------------------- | ----------------- | ---------------------------------- | ----------------------------------- |
| (42501) 1992 YC                         | 1992 YC              | 17 грудня 1992    | Коссоль                            | Крістіан Поллас                     |
| (42502) 1993 CS1                        | 1993 CS1             | 10 лютого 1993    | Обсерваторія Кушіро                | Сейджі Уеда, Хіроші Канеда          |
| (42503) 1993 FU4                        | 1993 FU4             | 17 березня 1993   | Обсерваторія Ла-Сілья              | UESAC                               |
| (42504) 1993 FC8                        | 1993 FC8             | 17 березня 1993   | Обсерваторія Ла-Сілья              | UESAC                               |
| (42505) 1993 FC20                       | 1993 FC20            | 17 березня 1993   | Обсерваторія Ла-Сілья              | UESAC                               |
| (42506) 1993 FA21                       | 1993 FA21            | 21 березня 1993   | Обсерваторія Ла-Сілья              | UESAC                               |
| (42507) 1993 FJ25                       | 1993 FJ25            | 21 березня 1993   | Обсерваторія Ла-Сілья              | UESAC                               |
| (42508) 1993 FR30                       | 1993 FR30            | 21 березня 1993   | Обсерваторія Ла-Сілья              | UESAC                               |
| (42509) 1993 FV33                       | 1993 FV33            | 19 березня 1993   | Обсерваторія Ла-Сілья              | UESAC                               |
| (42510) 1993 FX55                       | 1993 FX55            | 17 березня 1993   | Обсерваторія Ла-Сілья              | UESAC                               |
| (42511) 1993 FD77                       | 1993 FD77            | 21 березня 1993   | Обсерваторія Ла-Сілья              | UESAC                               |
| (42512) 1993 FW81                       | 1993 FW81            | 18 березня 1993   | Обсерваторія Ла-Сілья              | UESAC                               |
| (42513) 1993 SH15                       | 1993 SH15            | 18 вересня 1993   | Паломарська обсерваторія           | Генрі Гольт                         |
| (42514) 1993 TG17                       | 1993 TG17            | 9 жовтня 1993     | Обсерваторія Ла-Сілья              | Ерік Вальтер Ельст                  |
| (42515) 1993 TJ33                       | 1993 TJ33            | 9 жовтня 1993     | Обсерваторія Ла-Сілья              | Ерік Вальтер Ельст                  |
| 42516 Ойстрах (Oistrach)                | 1993 VH5             | 11 листопада 1993 | Обсерваторія Карла Шварцшильда     | Ф. Бернґен                          |
| (42517) 1993 XU1                        | 1993 XU1             | 14 грудня 1993    | Паломарська обсерваторія           | Е. Гелін                            |
| (42518) 1994 AH6                        | 1994 AH6             | 7 січня 1994      | Обсерваторія Кітт-Пік              | Spacewatch                          |
| (42519) 1994 AU6                        | 1994 AU6             | 7 січня 1994      | Обсерваторія Кітт-Пік              | Spacewatch                          |
| (42520) 1994 AB8                        | 1994 AB8             | 7 січня 1994      | Обсерваторія Кітт-Пік              | Spacewatch                          |
| (42521) 1994 BO3                        | 1994 BO3             | 16 січня 1994     | Коссоль                            | Ерік Вальтер Ельст, Крістіан Поллас |
| (42522) 1994 CB17                       | 1994 CB17            | 8 лютого 1994     | Обсерваторія Ла-Сілья              | Ерік Вальтер Ельст                  |
| 42523 Раґаццілеонардо (Ragazzileonardo) | 1994 ES              | 6 березня 1994    | Обсерваторія Пістоїєзе             | Лучано Тезі, Ґабріеле Каттані       |
| (42524) 1994 PN5                        | 1994 PN5             | 10 серпня 1994    | Обсерваторія Ла-Сілья              | Ерік Вальтер Ельст                  |
| (42525) 1994 PU18                       | 1994 PU18            | 12 серпня 1994    | Обсерваторія Ла-Сілья              | Ерік Вальтер Ельст                  |
| (42526) 1994 PA36                       | 1994 PA36            | 10 серпня 1994    | Обсерваторія Ла-Сілья              | Ерік Вальтер Ельст                  |
| (42527) 1994 TO2                        | 1994 TO2             | 2 жовтня 1994     | Обсерваторія Кітамі                | Кін Ендате, Кадзуро Ватанабе        |
| (42528) 1995 FX7                        | 1995 FX7             | 25 березня 1995   | Обсерваторія Кітт-Пік              | Spacewatch                          |
| (42529) 1995 FA16                       | 1995 FA16            | 28 березня 1995   | Обсерваторія Кітт-Пік              | Spacewatch                          |
| (42530) 1995 GA                         | 1995 GA              | 1 квітня 1995     | Обсерваторія Оїдзумі               | Такао Кобаяші                       |
| 42531 McKenna                           | 1995 LJ              | 5 червня 1995     | Обсерваторія Сайдинг-Спрінг        | Девід Ашер                          |
| (42532) 1995 OR                         | 1995 OR              | 24 липня 1995     | Обсерваторія Наті-Кацуура          | Йошісада Шімідзу, Такеші Урата      |
| (42533) 1995 SM19                       | 1995 SM19            | 18 вересня 1995   | Обсерваторія Кітт-Пік              | Spacewatch                          |
| (42534) 1995 UL7                        | 1995 UL7             | 27 жовтня 1995    | Обсерваторія Оїдзумі               | Такао Кобаяші                       |
| (42535) 1995 VN9                        | 1995 VN9             | 15 листопада 1995 | Обсерваторія Кітт-Пік              | Spacewatch                          |
| (42536) 1995 VX13                       | 1995 VX13            | 15 листопада 1995 | Обсерваторія Кітт-Пік              | Spacewatch                          |
| (42537) 1995 WZ1                        | 1995 WZ1             | 18 листопада 1995 | Обсерваторія Оїдзумі               | Такао Кобаяші                       |
| (42538) 1995 WZ7                        | 1995 WZ7             | 29 листопада 1995 | Обсерваторія Оїдзумі               | Такао Кобаяші                       |
| (42539) 1995 WQ9                        | 1995 WQ9             | 16 листопада 1995 | Обсерваторія Кітт-Пік              | Spacewatch                          |
| (42540) 1995 WX17                       | 1995 WX17            | 17 листопада 1995 | Обсерваторія Кітт-Пік              | Spacewatch                          |
| (42541) 1996 AQ                         | 1996 AQ              | 11 січня 1996     | Обсерваторія Оїдзумі               | Такао Кобаяші                       |
| (42542) 1996 AX                         | 1996 AX              | 11 січня 1996     | Обсерваторія Оїдзумі               | Такао Кобаяші                       |
| (42543) 1996 BR                         | 1996 BR              | 16 січня 1996     | Обсерваторія Садбері               | Денніс ді Сікко                     |
| (42544) 1996 EL2                        | 1996 EL2             | 11 березня 1996   | Обсерваторія Галеакала             | AMOS                                |
| (42545) 1996 FR2                        | 1996 FR2             | 21 березня 1996   | Обсерваторія Санта-Лючія Стронконе | Антоніо Ваньоцці                    |
| (42546) 1996 GF1                        | 1996 GF1             | 15 квітня 1996    | Вішнянська обсерваторія            | Вішнянська обсерваторія             |
| (42547) 1996 GY19                       | 1996 GY19            | 15 квітня 1996    | Обсерваторія Ла-Сілья              | Ерік Вальтер Ельст                  |
| (42548) 1996 HU12                       | 1996 HU12            | 17 квітня 1996    | Обсерваторія Ла-Сілья              | Ерік Вальтер Ельст                  |
| (42549) 1996 HJ17                       | 1996 HJ17            | 18 квітня 1996    | Обсерваторія Ла-Сілья              | Ерік Вальтер Ельст                  |
| (42550) 1996 HU23                       | 1996 HU23            | 20 квітня 1996    | Обсерваторія Ла-Сілья              | Ерік Вальтер Ельст                  |
| (42551) 1996 JH14                       | 1996 JH14            | 12 травня 1996    | Обсерваторія Кітт-Пік              | Spacewatch                          |
| (42552) 1996 RH25                       | 1996 RH25            | 11 вересня 1996   | Обсерваторія Галеакала             | NEAT                                |
| (42553) 1996 RN25                       | 1996 RN25            | 12 вересня 1996   | Обсерваторія Кітт-Пік              | Spacewatch                          |
| (42554) 1996 RJ28                       | 1996 RJ28            | 11 вересня 1996   | Обсерваторія Ла-Сілья              | Упсала-DLR трояновий огляд          |
| (42555) 1996 RU31                       | 1996 RU31            | 13 вересня 1996   | Обсерваторія Ла-Сілья              | Упсала-DLR трояновий огляд          |
| (42556) 1996 TA8                        | 1996 TA8             | 12 жовтня 1996    | Обсерваторія Садбері               | Денніс ді Сікко                     |
| (42557) 1996 TB67                       | 1996 TB67            | 7 жовтня 1996     | Обсерваторія Кітт-Пік              | Spacewatch                          |
| (42558) 1996 VV15                       | 1996 VV15            | 5 листопада 1996  | Обсерваторія Кітт-Пік              | Spacewatch                          |
| (42559) 1996 VH28                       | 1996 VH28            | 11 листопада 1996 | Обсерваторія Кітт-Пік              | Spacewatch                          |
| (42560) 1996 VL30                       | 1996 VL30            | 7 листопада 1996  | Обсерваторія Кушіро                | Сейджі Уеда, Хіроші Канеда          |
| (42561) 1996 XK6                        | 1996 XK6             | 3 грудня 1996     | Обсерваторія Наті-Кацуура          | Йошісада Шімідзу, Такеші Урата      |
| (42562) 1996 XZ17                       | 1996 XZ17            | 7 грудня 1996     | Обсерваторія Кітт-Пік              | Spacewatch                          |
| (42563) 1996 XK22                       | 1996 XK22            | 8 грудня 1996     | Обсерваторія Кітт-Пік              | Spacewatch                          |
| (42564) 1996 XF23                       | 1996 XF23            | 12 грудня 1996    | Обсерваторія Кітт-Пік              | Spacewatch                          |
| (42565) 1996 XF24                       | 1996 XF24            | 5 грудня 1996     | Обсерваторія Кітт-Пік              | Spacewatch                          |
| (42566) 1996 XQ25                       | 1996 XQ25            | 3 грудня 1996     | Обсерваторія Ґейсей                | Тсутому Секі                        |
| (42567) 1996 XF33                       | 1996 XF33            | 6 грудня 1996     | Станція Сінлун                     | SCAP                                |
| (42568) 1996 YC                         | 1996 YC              | 20 грудня 1996    | Обсерваторія Оїдзумі               | Такао Кобаяші                       |
| (42569) 1996 YC1                        | 1996 YC1             | 20 грудня 1996    | Обсерваторія Оїдзумі               | Такао Кобаяші                       |
| (42570) 1996 YA2                        | 1996 YA2             | 20 грудня 1996    | Станція Сінлун                     | SCAP                                |
| (42571) 1996 YL3                        | 1996 YL3             | 18 грудня 1996    | Станція Сінлун                     | SCAP                                |
| (42572) 1997 AO                         | 1997 AO              | 2 січня 1997      | Обсерваторія Оїдзумі               | Такао Кобаяші                       |
| (42573) 1997 AN1                        | 1997 AN1             | 2 січня 1997      | Обсерваторія Оїдзумі               | Такао Кобаяші                       |
| (42574) 1997 AE3                        | 1997 AE3             | 4 січня 1997      | Обсерваторія Оїдзумі               | Такао Кобаяші                       |
| (42575) 1997 AD4                        | 1997 AD4             | 6 січня 1997      | Обсерваторія Оїдзумі               | Такао Кобаяші                       |
| (42576) 1997 AP5                        | 1997 AP5             | 7 січня 1997      | Обсерваторія Оїдзумі               | Такао Кобаяші                       |
| (42577) 1997 AB18                       | 1997 AB18            | 15 січня 1997     | Обсерваторія Оїдзумі               | Такао Кобаяші                       |
| (42578) 1997 BD5                        | 1997 BD5             | 31 січня 1997     | Обсерваторія Кітт-Пік              | Spacewatch                          |
| (42579) 1997 BV5                        | 1997 BV5             | 31 січня 1997     | Прескоттська обсерваторія          | Пол Комба                           |
| (42580) 1997 CX22                       | 1997 CX22            | 3 лютого 1997     | Обсерваторія Кітт-Пік              | Spacewatch                          |
| (42581) 1997 CB29                       | 1997 CB29            | 7 лютого 1997     | Станція Сінлун                     | SCAP                                |
| (42582) 1997 EW4                        | 1997 EW4             | 2 березня 1997    | Обсерваторія Кітт-Пік              | Spacewatch                          |
| (42583) 1997 EP33                       | 1997 EP33            | 4 березня 1997    | Сокорро (Нью-Мексико)              | LINEAR                              |
| (42584) 1997 ET46                       | 1997 ET46            | 12 березня 1997   | Обсерваторія Ла-Сілья              | Ерік Вальтер Ельст                  |
| (42585) 1997 FJ1                        | 1997 FJ1             | 30 березня 1997   | Коллеверде ді Ґвідонія             | Вінченцо Касуллі                    |
| (42586) 1997 FG3                        | 1997 FG3             | 31 березня 1997   | Сокорро (Нью-Мексико)              | LINEAR                              |
| (42587) 1997 GW6                        | 1997 GW6             | 2 квітня 1997     | Сокорро (Нью-Мексико)              | LINEAR                              |
| (42588) 1997 GU15                       | 1997 GU15            | 3 квітня 1997     | Сокорро (Нью-Мексико)              | LINEAR                              |
| (42589) 1997 GP33                       | 1997 GP33            | 3 квітня 1997     | Сокорро (Нью-Мексико)              | LINEAR                              |
| (42590) 1997 GW34                       | 1997 GW34            | 3 квітня 1997     | Сокорро (Нью-Мексико)              | LINEAR                              |
| (42591) 1997 GE42                       | 1997 GE42            | 9 квітня 1997     | Обсерваторія Ла-Сілья              | Ерік Вальтер Ельст                  |
| (42592) 1997 HT                         | 1997 HT              | 28 квітня 1997    | Обсерваторія Кітт-Пік              | Spacewatch                          |
| (42593) 1997 JQ                         | 1997 JQ              | 1 травня 1997     | Обсерваторія Сан-Вітторе           | Обсерваторія Сан-Вітторе            |
| (42594) 1997 JQ1                        | 1997 JQ1             | 1 травня 1997     | Коссоль                            | ODAS                                |
| (42595) 1997 PL                         | 1997 PL              | 1 серпня 1997     | Обсерваторія Галеакала             | NEAT                                |
| (42596) 1997 SB                         | 1997 SB              | 18 вересня 1997   | Обсерваторія Модри                 | Пало Зіґо, А. Правда                |
| (42597) 1997 SR5                        | 1997 SR5             | 23 вересня 1997   | Обсерваторія Кітт-Пік              | Spacewatch                          |
| (42598) 1997 UD8                        | 1997 UD8             | 29 жовтня 1997    | Обсерваторія Клеть                 | Обсерваторія Клеть                  |
| (42599) 1997 UT22                       | 1997 UT22            | 25 жовтня 1997    | Нюкаса                             | Масанорі Хірасава, Шохеї Судзукі    |
| (42600) 1997 YF10                       | 1997 YF10            | 28 грудня 1997    | Обсерваторія Оїдзумі               | Такао Кобаяші                       |

| ← Астероїди 40001—50000 → |             |             |             |             |             |             |             |             |             |
| 40001—40100               | 41001—41100 | 42001—42100 | 43001—43100 | 44001—44100 | 45001—45100 | 46001—46100 | 47001—47100 | 48001—48100 | 49001—49100 |
| 40101—40200               | 41101—41200 | 42101—42200 | 43101—43200 | 44101—44200 | 45101—45200 | 46101—46200 | 47101—47200 | 48101—48200 | 49101—49200 |
| 40201—40300               | 41201—41300 | 42201—42300 | 43201—43300 | 44201—44300 | 45201—45300 | 46201—46300 | 47201—47300 | 48201—48300 | 49201—49300 |
| 40301—40400               | 41301—41400 | 42301—42400 | 43301—43400 | 44301—44400 | 45301—45400 | 46301—46400 | 47301—47400 | 48301—48400 | 49301—49400 |
| 40401—40500               | 41401—41500 | 42401—42500 | 43401—43500 | 44401—44500 | 45401—45500 | 46401—46500 | 47401—47500 | 48401—48500 | 49401—49500 |
| 40501—40600               | 41501—41600 | 42501—42600 | 43501—43600 | 44501—44600 | 45501—45600 | 46501—46600 | 47501—47600 | 48501—48600 | 49501—49600 |
| 40601—40700               | 41601—41700 | 42601—42700 | 43601—43700 | 44601—44700 | 45601—45700 | 46601—46700 | 47601—47700 | 48601—48700 | 49601—49700 |
| 40701—40800               | 41701—41800 | 42701—42800 | 43701—43800 | 44701—44800 | 45701—45800 | 46701—46800 | 47701—47800 | 48701—48800 | 49701—49800 |
| 40801—40900               | 41801—41900 | 42801—42900 | 43801—43900 | 44801—44900 | 45801—45900 | 46801—46900 | 47801—47900 | 48801—48900 | 49801—49900 |
| 40901—41000               | 41901—42000 | 42901—43000 | 43901—44000 | 44901—45000 | 45901—46000 | 46901—47000 | 47901—48000 | 48901—49000 | 49901—50000 |